# Starcrash
Starcrash este un film american științifico-fantastic din 1978 regizat de Luigi Cozzi. Scenariul este scris de Luigi Cozzi și Nat Wachsberger. Rolurile principale au fost interpretate de actorii Marjoe Gortner, Caroline Munro, Judd Hamilton, Robert Tessier, Christopher Plummer și David Hasselhoff.

## Prezentare
Proscrișii contrabandiști Stella Star (Caroline Munro) și Akton (Marjoe Gortner) reușesc să salveze un naufragiat în timp ce fug de autorități. Acesta se dovedește a fi singurul supraviețuitor dintr-o misiune secretă de a distruge o superarmă misterioasă proiectată de maleficul Conte Zarth Arn (Joe Spinell). Contrabandiștii vor fi recrutați în curând de Împăratul Galaxiei (Christopher Plummer) pentru a finaliza misiunea, precum și pentru a-l salva pe fiul împăratului, Prințul Simon (David Hasselhoff), care a dispărut.

## Distribuție
- Caroline Munro - Stella Star
- Marjoe Gortner - Akton
- Judd Hamilton - Elle
- David Hasselhoff - Simon
- Christopher Plummer - Împăratul
- Joe Spinell - Contele Zarth Arn
- Robert Tessier - Thor
- Nadia Cassini - Corelia

## Coloană sonoră
Coloana sonoră a filmului Starcrash a fost compusă și dirijată de compozitorul John Barry. Coloana sonoră a fost lansată într-o versiune limitată de 1.500 de exemplare prin BSX Records în decembrie 2008 și este formată din paisprezece melodii.
1. "Starcrash Main Title" (2:36)
2. "Escape Into Hyperspace" (1:49)
3. "Captured" (2:09)
4. "Launch Adrift" (1:42)
5. "Beach Landing" (2:09)
6. "The Ice Planet/Heading for Zarkon" (3:03)
7. "The Emperor's Speech" (3:17)
8. "Strange Planet/The Troggs Attack" (2:37)
9. "Akton Battles the Robots" (2:18)
10. "Network Ball Attack" (1:00)
11. "Space War" (4:40)
12. "Goodbye Akton" (3:34)
13. "Starcrash End Title" (2:57)
14. "Starcrash Suite" (7:14)

## Producție
Într-un interviu acordat revistei Variety, regizorul Luigi Cozzi a descris Starcrash ca "science fantasy" spre deosebire de science fiction.
A fost realizat în Tehnicolor cu sunet Dolby.
Nava spațială din secvența de deschidere poartă numele scriitorului american Murray Leinster.